# Julia und die Geister
Julia und die Geister (Originaltitel: Giulietta degli spiriti) ist ein italienischer Fantasyfilm, der 1965 unter der Regie von Federico Fellini entstand. Es war sein erster Farbfilm.

## Handlung
Als Julia von einem Seitensprung ihres Ehemannes Giorgio erfährt, stellt sie ihre Ehe und ihre eigene Lebenseinstellung in Frage und kommt zu einer Lösung, indem sie sich von dem gesellschaftlichen Druck, personifiziert durch ihre Mutter, befreit. Diese Wandlung spielt sich auch auf einer Ebene der Visionen ab, der "Geister": Ausgehend von einer spiritistischen Séance, in der Julia verkündet wird, sie sei wertlos und würde niemandem etwas bedeuten, über Visionen von Piraten, ihrer ertrunkenen Schulfreundin und obszönen Gestalten begegnet sie Erscheinungen, die sie bedrohen, sie in den Tod treiben oder sie zur Aufgabe ihrer Ideale verführen wollen. Parallel dazu erscheinen verklärte Szenen aus ihrer Kindheit, die darin gipfeln, dass Julia ihre Vision als Kind befreit und in die Arme schließt und somit zu sich selbst findet.

## Kritik
- Lexikon des internationalen Films: Eine sich durch großartige symbolische Farbkompositionen und die schauspielerisch außergewöhnliche Differenzierung auszeichnende, freilich nicht leicht zu entschlüsselnde Studie über die heilsame Wirkung der Einbildungskraft.[1]

- Evangelischer Filmbeobachter: Auf durchaus überzeugende Art werden Vorgänge des Un- und Unterbewußten mit filmischen Mitteln und mit Hilfe der Farbe dargestellt. Giulietta Masina in der Hauptrolle unterstützt die Intentionen Fellinis durch eine ausgereifte Leistung. Zu empfehlen.[2]

## Auszeichnungen (Auswahl)
- 1967 wurde der Film in den Kategorien Best Art Direction-Set Decoration und Best Costume Design für den Oscar nominiert.
- 1966 erhielt der Film den Golden Globe als Bester fremdsprachiger Film.